# U-646
El submarí alemany U-646 va ser un submarí tipus VIIC construït per la Kriegsmarine de l'Alemanya nazi per al servei durant la Segona Guerra Mundial.

## Disseny
Els submarins alemanys de tipus VIIC van ser precedits pels submarins de tipus VIIB més curts. L'U-646 tenia un desplaçament de 769 tones (757 tones llargues) quan estava a la superfície i de 871 tones (857 tones llargues) mentre estava submergit. Tenia una longitud total de 67,10 m (220 peus 2 polzades), una longitud del casc a pressió de 50,50 m (165 peus 8 polzades), una mànega de 6,20 m (20 peus 4 polzades), una alçada de 9,60 m (31 peus 6 polzades) i un calat de 4,74 m (15 peus 7 polzades). El submarí estava propulsat per dos motors dièsel sobrealimentats de sis cilindres i quatre temps Germaniawerft F46, produint un total de 2.800 a 3.200 cavalls de potència (2.060 a 2.350 kW; 2.760 a 3.160 shp) per al seu ús a la superfície, dos motors elèctrics de doble efecte GG UB 720/8 Brown, Boveri & Cie que produïen un total de 750 cavalls de potència (75500 kW); shp) per utilitzar-lo submergit. Tenia dos eixos i dues hèlixs d'1,23 m (4 peus). El vaixell era capaç d'operar a profunditats de fins a 230 metres (750 peus).
El submarí tenia una velocitat màxima en superfície de 17,7 nusos (32,8 km/h; 20,4 mph) i una velocitat màxima submergida de 7,6 nusos (14,1 km/h; 8,7 mph). Quan estava submergit, el vaixell podia operar durant 80 milles nàutiques (150 km; 92 milles) a 4 nusos (7,4 km/h; 4,6 mph); mentre que a la superfície podia viatjar 8.500 milles nàutiques (15.700 km; 9.800 milles) a 10 nusos (19 km/h; 12 mph).
L'U-646 estava equipat amb cinc tubs de torpedes de 53,3 cm (21 polzades) (quatre muntats a la proa i un a la popa), catorze torpedes, un canó naval SK C/35 de 8,8cm (3,46 polzades), 220 projectils i un canó antiaeri C/30 de 2 cm (0,79 polzades). El vaixell tenia una tripulació de d'entre 44 i 60 oficials i mariners.

## Historial de servei
La seva quilla es va posar el 23 de desembre de 1941 a la drassana de Blohm & Voss a Hamburg, amb el número de drassana 1461, avarat el 3 de setembre de 1942 i comissionat el 29 d'octubre de 1942 sota el comandament del Leutnant zur See d.R. Heinrich Wulff.
Destinat a la 5a Flotilla d'U-boot, amb base a Kiel, l'U-646 va completar el seu període d'entrenament el 3 de març de 1943 i va ser assignat al servei eal front.
Durant la seva segona patrulla a l'Atlàntic Nord, l'U-646 va ser detectat pel Hudson J del 269è Esquadró de la RAF al sud-est d'Islàndia el 17 de maig de 1943, a la posició 62° 10′ 12″ N, 14° 30′ 0″ O / 62.17000°N,14.50000°O. Durant el subseqüent atac, el submarí va ser enfonsat i es van perdre els 46 membres de la tripulació.